# Byron Landham
Byron Christopher Landham (* 16. November 1969 in Philadelphia) ist ein US-amerikanischer Jazzmusiker (Schlagzeug), der vorwiegend in den Subgenres des Hardbop und Soul Jazz aktiv ist.

## Leben und Wirken
Landham begann mit sieben Jahren Schlagzeug zu spielen; bereits während seiner Schulzeit an der Olney High School hatte er Gelegenheit, mit Shirley Scott aufzutreten. Er arbeitete dann als professioneller Musiker im Raum Philadelphia, beeinflusst war er von Mickey Roker, Bobby Durham und Butch Ballard. In den 1990er-Jahren spielte Landham in seiner Heimatstadt u. a. im Club Ortlieb’s Jazzhaus und mit Musikern wie John Swana, Orrin Evans, Sid Simmons, Papa John DeFrancesco (dem Vater von Joey DeFrancesco) und Bootsie Barnes. Mehrere Jahre gehörte er schließlich der Band von Joey DeFrancesco an, auf dessen Alben A Jazzy Wonderland (1990), Reboppin’ (1992), The Champ Round 2 (1998) und Ballads & Blues (2002) er zu hören ist. Mit Joey DeFrancesco, Pat Martino und John Scofield trat er im Rahmen des Umbria Jazz-Festivals 2002 auf.
Des Weiteren arbeitete er mit Houston Person, Ron Holloway, Russell Malone, John DeFrancesco und Tim Armacost; 1998 spielte Landham mit seinem Bruder, dem Altsaxophonisten Robert Landham, das Album Landham Brothers: At Last (Straight Street) ein. An den 2000er-Jahren arbeitete er weiterhin mit Lee Ritenour (Rit’s House, 2002), Mort Weiss, Pat Bianchi, Tim Warfield, Bobby Hutcherson (Somewhere in the Night, 2009), Cory Weeds, Frank Wess, Massimo Faraò, Ed Cherry und Bootsie Barnes/Larry McKenna (The More I See You, 2018). Im Bereich des Jazz war er zwischen 1989 und 2018 an 89 Aufnahmesessions beteiligt.